# Space Hack
Space Hack — ролевая компьютерная игра, разработанная компанией Rebelmind и выпущенная Excalibur Publishing для Microsoft Windows в 2004 году.
В России игра также была выпущена компанией 1С в мае 2005 года под названием «Меркурий-8».

## Игровой процесс
Как и в других ролевых играх, под управлением игрока находится главный герой, которого можно развивать, вкладывая очки опыта при получении нового уровня. Также в процессе боя он повышают своё владение оружием, применяя его на своих противниках. К команде могут присоединяться отдельные игровые персонажи, которые могут и покинуть её после прохождения определённого уровня. Максимальный размер группы — 5 человек.
Всего игра насчитывает 45 уровней — по 3 на каждую биосферу.
В сражениях с инопланетянами можно использовать оружие ближнего и дальнего боя, а также различные биочипы, дарующие персонажу новые способности

## Сюжет
Учёные перенаселенной Земли посылают космические корабли колонизировать удаленные миры. Пассажирами в принудительном порядке становятся преступники, так как люди боятся космических угроз. Таким кораблем был и Maximus XV, состоящий из биосфер — громадных капсул с искусственным ландшафтом, солнцем и атмосферой для отправки на приглянувшуюся планету.
Неправильно проложенный курс спутал планы руководства корабля — Maximus оказался слишком близко от чёрной дыры, попал в её гравитационное поле и подвергся нападению инопланетных существ. Ворвавшись на борт, они принялись опустошать одну биосферу за другой, пока у людей не осталась всего одна база.
И только Абрахам Стронг (в российской локализации — легендарный пилот по прозвищу Волк), сможет остановить инопланетную угрозу и спасти корабль.

## Отзывы
| Сводный рейтинг | Сводный рейтинг |
| Агрегатор       | Оценка          |
| --------------- | --------------- |
| GameRankings    | 66,37 %         |

Крупнейший российский портал игр Absolute Games поставил игре 26 %. Обозреватели отметили неинтересный игровой процесс и слабый сюжет. Вердикт: «Даже неудачный Darkstone был куда более увлекательным и разнообразным. Выпускать в 2004 году „лобовой“ клон Diablo с такими данными равносильно самоубийству, о чём и хочется заявить семейству Кравчук, заправляющему Rebelmind».
Журнал Игромания поставил игре 5,0 баллов из 10, сделав следующее заключение: « На наши головы с треском обрушивается ещё один клон нетленного Diablo 2. Ну сколько же можно, в конце концов? И ладно бы качественную игру типа той же самой Sacred предложили. Так нет же, опять берут старую идею, тяп-ляпают очередную поделку и выдают на блюдечке страждущим».